# Längmanska kulturfonden
Längmanska kulturfonden är en svensk stiftelse som sedan 1919 utdelar stipendier, bidrag och priser till kulturverksamhet i vid mening. Fonden skall främja humanistiska vetenskaper som teologi och juridik, naturvetenskaper som medicin, folkbildning samt konst och litteratur som dans, musik, och film.
Fonden bygger på kapital testamenterat av den finländske trävaruhandlaren Erik Johan Längman. Fonden delar bland annat årligen ut Längmanska kulturfondens stora kulturpris, vilket 2015 var på 150 000 kronor. År 2015 behandlade stiftelsen 1.482 bidragsansökningar, varav 343 beviljades med totalt 9,9 miljoner kronor.

## Längmanska fondens stora kulturpris, pristagare
- 1996 Nils-Erik Landell
- 1997 Astley Nyhlén
- 1998 Solveig Ternström
- 1999 Tor Ragnar Gerholm
- 2000 Ronny Ambjörnsson
- 2001 Harry Järv
- 2002 Bengt Gustafsson
- 2003 Eva Eriksson
- 2004 Cecilia Lindqvist
- 2005 Ingvar Björkeson
- 2006 Gunnar Bjursell
- 2007 Bengt Jangfeldt
- 2008 Margaretha Åsberg
- 2009 Ulrika Knutson
- 2010 Karin Johannisson
- 2011 Kersti Jobs-Björklöf och Sune Björklöf
- 2012 Madeleine Grive
- 2013 Carin Mannheimer
- 2014 Michael Meschke
- 2015 Per-Erik Nilsson
- 2016 Tilde Björfors
- 2017 Brutus Östling
- 2018 Nina Balabina
- 2019 Tom Sandqvist
- 2020 Cecilia Rydinger
- 2021 Mats Jonsson
- 2022 Ralph Edenheim
- 2023 Kjell Åke Gustafsson

## Längmanska kulturfondens Finlandspris till finlandssvenska författare, pristagare
- 1952	Elmer Diktonius, Tito Colliander, Rabbe Enckell, Aili Nordgren, Thomas Warburton
- 1953	Rabbe Enckell, Anna Bondestam, Solveig von Schoultz, Mirjam Tuominen
- 1954	Hagar Olsson, Gunnar Björling, Bo Carpelan, Barbro Mörne
- 1955	Gunnar Björling, Walentin Chorell, Valdemar Nyman, Ralf Parland
- 1956	Emil Zilliacus, Harald Hornborg, Mirjam Tuominen, Eva Wichman
- 1957	Tito Colliander, Håkan Mörne, Ole Torvalds
- 1958	Solveig von Schoultz, Jörn Donner, Helle Hellberg, Christer Kihlman
- 1959	Anna Bondestam, Hjalmar Dahl (författare), Hjalmar Krokfors
- 1960	Ralf Parland, Evert Huldén, Marianne Alopaeus, Inga-Britt Wik
- 1961	Mirjam Tuominen, Göran Stenius, Gösta Ågren
- 1962	Eva Wichman, Carolus Rein, Kurt Sanmark, Leo Ågren
- 1963	Walentin Chorell, Peter Sandelin, Rolf Sandqvist
- 1964	Joel Rundt, V._V._Järner, Per-Hakon Påwals, Nicken Malmström
- 1965	Tove Jansson, Anders Cleve, Tom Sandell
- 1966	Atos Wirtanen, Levi Sjöstrand, Sebastian Lybeck, Mauritz Nylund
- 1967	Evert Huldén, Claes Andersson, Nils-Börje Stormbom
- 1968	Oscar Parland, Åke Gulin, Lars Huldén, Johan Mickwitz
- 1969	Bo Carpelan, Johan Bargum, Sven Willner
- 1970	Christer Kihlman, Robert Alftan, Irmelin Sandman Lilius, Henrik Tikkanen
- 1971	Ralf Nordgren, Kurt Sanmark, Margit von Willebrand-Hollmérus
- 1972	Anni Blomqvist, Rainer Alander, Ulla-Lena Lundberg
- 1973	Johannes Salminen, Tua Forsström, Lorenz von Numers
- 1974	Hans Fors, Valdemar Nyman, Märta Tikkanen
- 1975	V.V. Järner, Erik Granvik, Edit Björkholm
- 1976	Brita Högnäs-Sahlgren, Barbara Winckelmann, Erik Ågren
- 1977	Claes Andersson, Tomas Mikael Bäck, Runar Salminen
- 1978	Agneta Ara, Gurli Lindén, Anita Wikman
- 1979	Carita Nyström, Gösta Ågren
- 1980	Sven Willner, Christina Andersson, Jan Andersson (författare)
- 1981	Björn Kurtén, Solveig Emtö, Anna-Lisa Österberg
- 1982	Lars Huldén, Kurt Högnäs
- 1983	Elin Herrgård, Thomas Wulff
- 1984	Birgitta Boucht, Martin Enckell
- 1985	Elsa Boström, Joakim Groth
- 1986	Mary-Ann Bäcksbacka, Christer Kihlman
- 1987	Marianne Backlén, Lars Sund
- 1988	Tua Forsström, Ole Torvalds
- 1989	Per-Hakon Påwals, Wava Stürmer
- 1990	Diana Bredenberg, Paul von Martens
- 1991	Martin Enckell, Kjell Westö
- 1992	Oscar Parland, Märta Tikkanen
- 1993	Solveig von Schoultz, Kurt Högnäs, Gungerd Wikholm
- 1994	Kristina Björklund, Kjell Lindblad, Anna-Lisa Sahlström, Inga-Britt Wik
- 1995	Agneta Enckell, Thomas Warburton
- 1996	Yvonne Hoffman, Tatiana Sundgren
- 1997	Kaj Hedman, Bodil Lindfors
- 1998	Eva-Stina Byggmästar, Ulla-Lena Lundberg
- 1999	Henrika Ringbom, Sven Willner
- 2000	Peter Sandelin, Susanne Ringell
- 2001	Merja-Riitta Stenroos, Robert Åsbacka
- 2002	Anders Larsson (författare), Fredrik Lång
- 2003	Monika Fagerholm, Mårten Westö
- 2004	Åsa Stenwall-Albjerg, Nalle Valtiala
- 2005	Benedict Zilliacus, Johan Bargum
- 2006	Henrik Jansson, Leif Salmén
- 2007	Irmelin Sandman Lilius, Peter Mickwitz
- 2008	Marita Lindquist, Tom Paxal
- 2009	Mikael Enckell, Solveig Rabb
- 2010	Bengt Ahlfors, Zinaida Lindén
- 2011	Malin Kivelä, Carina Nynäs
- 2012	Pirkko Lindberg, Stella Parland
- 2013	Catharina Gripenberg, Gösta Ågren
- 2014	Ralf Andtbacka, Tove Appelgren
- 2015	Stefan Hammarén, Merete Mazzarella
- 2016	Mikaela Strömberg, Tomas Mikael Bäck
- 2017	Jörn Donner, Hannele Mikaela Taivassalo
- 2018   Maria Turtschaninoff, Kaj Korkea-aho
- 2019   Thomas Wulff, Ulrika Nielsen
- 2020   Thomas Brunell, Johanna Holmström
- 2021   Annika Sandelin, Peter Sandström
- 2022   Michel Ekman, Matilda Södergran
- 2023   Philip Teir, Tatjana Brandt
- 2024   Henrika Andersson, Heidi von Wright